# 顾云岭
顾云岭（1964年10月—），江苏建湖人，汉族，中华人民共和国政治人物、第十二届全国人民代表大会江苏地区代表。
毕业于江苏省委党校政治经济学专业，加入中国共产党。2013年，被选为全国人大代表。